# バトル アンド ロマンス
『バトル アンド ロマンス』は、2011年7月27日に発売された、ももいろクローバーZの1stアルバム。日本レコード協会・プラチナディスク認定（累計出荷25万枚以上50万枚未満）。

## 概要
グループ初となるアルバムは、メジャーデビューからのシングル曲を網羅。発売前にサブリーダーの早見あかりが脱退したことに伴い、6人で歌っていた「ももいろクローバー」時代の楽曲は「ももいろクローバーZ」の5人バージョンとしてレコーディング及びミキシングがし直された。
「頑張れ」だけでなく”ももクロ流”に日本を元気に、というテーマで制作された「Z伝説 〜終わりなき革命〜」に始まり、日本全国の名物紹介に東北パートを厚く盛り込んだ「ももクロのニッポン万歳!」までの全13曲を収録。このアルバムの特集を組んだCD Journalは、東日本大震災から間もない時期にリリースされたことを踏まえ、「震災以降の音楽表現で、これほどストレートに、しかも重苦しい意味を持たせない応援方法は他になかったのではないかと思う」と評した。また音楽ライターの土屋恵介は、「今回のアルバムの曲は、ももクロ以外のグループが歌う姿を想像できない。そう考えたら、本人たちのキャラクターありきというか、もっといえば歌ってる人の人間性が、どリアルに出た作品かもしれない」と述べた。
発売当初はグループの存在が一般にはあまり知られていなかったこともあり、売り上げは数万枚にとどまっていた。しかしその後、CDショップ大賞の第4回大賞を受賞。「この国には、過小評価されている音楽が多すぎる」という問題意識の下、全国のCDショップ店員が投票を行うもので、この年に日本で発売された全てのCDの中から選出された。アイドルとしては初の快挙となり、これが知名度を大きく上げるきっかけの一つとなった。売り上げも徐々に伸びていき、翌2012年には10万枚、2015年には遂に25万枚の出荷に到達（日本レコード協会・プラチナディスク認定）。アイドルのCDとしては珍しいロングヒット作品となった。
プロレス的なライブ演出で知られるグループとあって、アルバムタイトルは天龍源一郎が旗揚げしたプロレス団体”WAR”（Wrestle And Romance）を意識しており、子どもたちにも聴いてもらいたいという願いからカタカナで表記された。なお、本作は”BAR”と略記されることが多い。また通常版のジャケットデザインは、ビートルズの『With the Beatles』のオマージュとされている。
『サマーダイブ2011 極楽門からこんにちは』は本アルバムの全ての曲がセットリストに組み込まれたライブとなった。

## 収録曲

### 1枚目
1. Z伝説 〜終わりなき革命〜
作詞・作曲・編曲：前山田健一 / 演奏時間 5:06
歌詞・動画 - 歌ネット
  - 4thシングル
2. CONTRADICTION（コントラディクション） 
作詞：前田たかひろ / 作曲・編曲：大隅知宇 / 演奏時間 4:13
歌詞・動画 - 歌ネット
  - タイトルは英語で「矛盾」を意味し、夢に向かいながらも抱く心の葛藤が描写されている。
  - 10周年BESTアルバム『MOMOIRO CLOVER Z BEST ALBUM「桃も十、番茶も出花」』＜初回限定 -モノノフパック-＞のファン投票企画で10位に選ばれている。
  - 2023年には、ゆよゆっぺが編曲を担当してアレンジを一新した「CONTRADICTION -ZZ ver.-（ダブルゼータ バージョン）」を、2018年以降のメンバー4人体制バージョンとして制作。配信限定アルバム『ZZ’s III』に収録された。
3. ミライボウル
作詞：村野直球 / 作曲：前山田健一・大隅知宇 / 編曲：NARASAKI / 演奏時間 4:24
歌詞・動画 - 歌ネット
  - 3rdシングルを5人で再録
4. ワニとシャンプー
作詞・作曲・編曲：前山田健一 / 演奏時間 4:02
歌詞・動画 - 歌ネット
  - 日本テレビ系ユルアニ?枠アニメ『だぶるじぇい』エンディングテーマ。
  - 2021年には、ダウンタウンももクロバンドの宗本康兵が編曲を担当してアレンジを一新した「ワニとシャンプー -ZZ ver.-（ダブルゼータ バージョン）」を、2018年以降のメンバー4人体制バージョンとして制作。配信限定アルバム『ZZ’s II』に収録された。
  - 2022年にはゲーム『アイドルマスター シンデレラガールズ スターライトステージ』とのコラボイベントとして、山下七海・金子真由美・佳村はるかがカバーした。
5. ピンキージョーンズ
作詞：村野直球 / 作曲・編曲：NARASAKI / 演奏時間 4:11
歌詞・動画 - 歌ネット
  - 2ndシングルを5人で再録
6. キミノアト
作詞・作曲：多田慎也 / 編曲：生田真心 / 演奏時間 4:51
歌詞・動画 - 歌ネット
  - 「別れ」をテーマとしたバラードであり、ファンの間では早見あかりの脱退になぞらえる解釈もあった。
  - 2015年には松崎しげるがカバーし、アルバム『私の歌～リスペクト～』の最終曲として収録。
7. D'の純情
作詞：只野菜摘 / 作曲・編曲：横山克 / 演奏時間 4:13
歌詞・動画 - 歌ネット
  - 5thシングル
8. 天手力男（あめのたぢからお） 
作詞：中村彼方 / 作曲･編曲：NARASAKI / 演奏時間 4:47
歌詞・動画 - 歌ネット
  - タイトルは、神話に出てくる神様の名前である。”天にいる手の力の強い男神”という意味があり、本曲は”熱い魂を持ち、己という名の敵に立ち向かえ”というメッセージソングとなっている。
  - タブラやシタールといったインドの楽器が使われているのも特徴である。
9. オレンジノート
作詞・作曲・編曲：ツキダタダシ / 演奏時間 4:45
歌詞・動画 - 歌ネット
  - 2010年からライブ限定で歌われ人気の高かった曲であり、今回初めて音源化された。最初は敢えて候補から外されていたが、メンバーの要望により収録されることになった[9]。特に高城れにのお気に入りの曲であり、歌い出しの部分ではセンターのポジションも担当している。
  - MUSIC MAGAZINEはこの曲に関して、「ももクロのライヴから感じる、その瞬間瞬間を真剣に全力で駆け抜けていく“生”の感覚。そこからはいつも『たった一度きりの／今日という魔法』という、この曲のサビを思い出す」と評した[10]。東京タワー正面イベント会場にて開催されたフリーライブでは、この曲の途中で音響が止まってしまうというハプニングが起きたが、5人はファンの手拍子と大合唱をバックにアカペラで最後まで歌いきったというエピソードもある。
  - 「全力少女」「走れ!」と共に3部作として制作された。作詞は当時ももクロが所属していたユニバーサルミュージックに入社したFKD（福田幹大）が担当したが、本アルバムにおいてはクレジットが差し替えられている。
  - 2019年には、アレンジを一新した「オレンジノート -ZZ ver.-（ダブルゼータ バージョン）」を、有安杏果卒業後の4人バージョンとして制作。アルバム『MOMOIRO CLOVER Z』初回限定盤Bの特典CDに収録された。
10. 行くぜっ!怪盗少女
作詞・作曲・編曲：前山田健一 / 演奏時間 3:46
歌詞・動画 - 歌ネット
  - 1stシングルを5人で再録。その際に、曲を制作した前山田健一はメンバーへの歌い方の指示として、早見あかりがセクシーに歌っていた部分を変えても良いとした。その結果、オリジナルでは「狙った獲物は 逃がさない そう 神出鬼没の大泥棒 Ah」となっていた部分を、百田夏菜子は「狙った獲物は 逃がさねぇ そう 神出鬼没の大泥棒 Ha!」にして歌った[9]。また、最後のサビでは有安杏果のフェイクがバックコーラスで入るなど、歌詞・編曲に変更がなされた。
  - 音楽ゲーム「太鼓の達人」や「Dance Evolution ARCADE」などには、こちらのバージョンが収録されている。ただし、グループが2012年にNHK紅白歌合戦に初出場した際には、共に紅白の夢を目指しながらも前年に脱退した早見の名前が入っている6人バージョンを、5人で演じた。
11. スターダストセレナーデ
作詞:さちひろ / 作曲・編曲：磯崎健史 / 演奏時間 4:29
歌詞・動画 - 歌ネット
  - テレ朝動画『ももクロChan〜Momoiro Clover Z Channel〜』の発起人でプロデューサーの鈴木さちひろによる作詞。
  - アルバムの制作にあたりコンペで2～300曲が集められたが、選ばれたのは「スターダストセレナーデ」だけであった（最終的に他の曲は決め打ちで発注された）[11]。
12. コノウタ
作詞・作曲・編曲：ツキダタダシ / 演奏時間 4:19
歌詞・動画 - 歌ネット
  - MUSIC MAGAZINEはコノウタに関して、「アルバムの大団円を飾る曲。メンバー等身大の全力感と、まだ発展途上にある切なさがまっすぐに突き刺さってくる」と評した[10]。
  - 三菱電機 3Dディスプレイ『Diamondcrysta WIDE』タイアップソングであり、コノウタの3Dミュージックビデオ（一般には非公開）付きの製品も限定出荷された。
  - 10周年BESTアルバム『MOMOIRO CLOVER Z BEST ALBUM「桃も十、番茶も出花」』＜初回限定 -モノノフパック-＞のファン投票企画で7位に選ばれている。

ボーナストラック
1. ももクロのニッポン万歳!（ももクロの ニッポンばんざい） 
作詞・作曲・編曲：前山田健一 / 演奏時間 5:02
歌詞・動画 - 歌ネット
  - 音楽情報サイトのナタリーは、「『コノウタ』で終わっていれば、さわやかな印象でアルバムが締めくくられるわけですが、最後にこんな爆弾を仕込むのがいかにもももクロらしい」と評した[12]。
  - 当初の曲名は「飛ぶぜっ！ももいろクローバージェット」で発表されていたが、震災復興への願いも込めて改題されたとみられている。
  - 徳島県のパートで「行くぜっ!怪盗少女」のメロディーと歌詞（～なんかしている暇ない）が、北陸地方のパートで「ココ☆ナツ」のサビのメロディーと振り付けが使われている。
  - 福井県のパートで「福井? 福島? ラスベガス?」と歌われるが、元々は「福井? 福島? 福岡県?」という”福”のついた県を並べた歌詞だった。これを、レコーディングの際に「面白味を出すために、どれかを好きな国の名前に変えていい」と指示された高城れにが、何故か国名ではないラスベガスに変えてしまったものの、正式に採用されたというエピソードがある。
  - 曲の随所に、機内シートベルト着用サインの「ポーン」という音が散りばめられている。
  - 2018年には、本作をリメイクした「ももクロの令和ニッポン万歳!」を、アルバム『MOMOIRO CLOVER Z』のボーナストラックに収録。

### 2枚目（初回限定盤Aのみ）
1. 太陽とえくぼ（たいようとえくぼ）
歌：百田夏菜子
作詞･作曲：渡辺美佳 / 編曲：菊谷知樹 / 演奏時間 4:18
歌詞・動画 - 歌ネット
2. fall into me（フォール イントゥー ミー）
歌：早見あかり
作詞･作曲・編曲：R・O・N / 演奏時間 3:09
歌詞・動画 - 歌ネット
3. …愛ですか?（あいですか）
歌：玉井詩織
作詞：ENA☆ / 作曲：虹音 / 編曲：菊谷知樹 / 演奏時間 4:33
歌詞・動画 - 歌ネット
4. だって あーりんなんだもーん☆
歌：佐々木彩夏
作詞･作曲・編曲：前山田健一 / 演奏時間 4:17
歌詞・動画 - 歌ネット
5. ありがとうのプレゼント
歌：有安杏果
作詞：ENA☆ / 作曲・編曲：河合英嗣 / 演奏時間 4:49
歌詞・動画 - 歌ネット
6. 恋は暴れ鬼太鼓（こいは あばれおにだいこ）
歌：高城れに
作詞：ENA☆ / 作曲・編曲：樫原伸彦 / 演奏時間 3:27
歌詞・動画 - 歌ネット

### DVD（初回限定盤Bのみ）
1. Z伝説 〜終わりなき革命〜（ミュージック・ビデオ）
2. D'の純情（ミュージック・ビデオ）